# Провід установочний
Про́від устано́вочний — провід, який призначений для розподілу електричної енергії в силових і освітлювальних мережах на відкритому повітрі й усередині приміщень, у тому числі для схованої прокладки під штукатуркою, для виводів електродвигунів і живлення різноманітної переносної апаратури і приладів. Проводи випускаються одно- і багатожильними (до 30 мм2) і, в основному, розраховані на напругу до 3 кВ.
Установочні проводи виготовляються з жилами з алюмінію і міді.
Ізоляція — поліхлорвініловий пластикат, поліетилен, гума, азбест, скловолокно, гумосклотканина. Діапазон перерізу — від 0,50 до 120 мм2.
У відповідності до ГОСТ 22483 установлений такий ряд перерізу жил кабелів і проводів, мм2: 0.03; 0.05; 0.08; 0.12; 0.20; 0.35; 0,50; 1,0; 1,2; 1,5; 2,0; 2,5; 3,0; 4,0; 5,0; 6,0; 8,0; 10; 16; 25; 35; 50; 70; 95; 120; 150; 185; 240; 300; 400; 500; 625; 800; 1000.